# Coslada Central
Coslada Central is een metrostation in het stadsdeel Distrito 1 van de Spaanse hoofdstad Madrid. Het station werd geopend op 5 mei 2007 en wordt bediend door lijn 7 van de metro van Madrid.